# EMC
EMC Corporation (відома як EMC²) — американська мультинаціональна корпорація з головним офісом у місті Гопкінтон, штат Массачусетс. Спеціалізується на розробці систем зберігання інформації.
12 жовтня 2015 року компанія Dell оголосила, що має намір придбати EMC. Операція оцінюється в $67 млрд, і є найбільшим в світі поглинанням в історії індустрії високих технологій. Операція злиття була завершена в вересні 2016, зробивши Dell найбільшою технологічною приватною компанією в світі.

## Історія
Компанія EMC, заснована в 1979 році Річардом Іганом і Роджером Маріно, представила свої перші 64-кілобайтні (65 536 байт) плати пам'яті для комп'ютера Prime Computer в 1981 році. EMC продовжила розробку плат пам'яті для інших типів комп'ютерів. У середині 1980-х років компанія розширила сферу діяльності за межі пам'яті до інших типів комп'ютерних сховищ даних та мережевих платформ зберігання даних. EMC почала поставляти свій флагманський продукт, Symmetrix, у 1990 році.
Хоча зростання EMC відбувалося завдяки придбанню менших компаній, Symmetrix був головним фактором швидкого збільшення EMC протягом 1990-х років, від фірми, що оцінюється в сотні мільйонів доларів, до багатомільярдної компанії.
У 2009 році EMC підписала дворічну угоду про те, щоб стати головним спонсором футболок клубу Англійського регбійного союзу London Wasps на суму в один мільйон фунтів стерлінгів. Пізніше це було продовжено до кінця сезону 2013 року.
Майкл Рюттгерс приєднався до EMC в 1988 році і працював генеральним директором з 1992 року по січень 2001 року. Під керівництвом Рюттгерса доходи EMC зросли з 120 мільйонів доларів до майже 9 мільярдів доларів через 10 років, і компанія перенесла свою увагу з плат пам'яті на системи зберігання даних. Рюттгерс був названий одним із "25 найкращих керівників світу" в журналі BusinessWeek; одним із "Найкращих генеральних директорів в Америці" журналом Worth; і одним із "25 найвпливовіших людей у світі мереж" від Network World.
Напередодні придбання компанією Dell, EMC отримала репутацію компанії, що має репресивні угоди про неконкуренцію та неконкурентне лобіювання через AIM (Associated Industries of Massachusetts - Асоціація промисловості штату Массачусетс).

## Відомі поглинання EMC

### 1996–2000
- Data General[16]
- CrosStor[17]
- Softworks[18]
- Avalon[19]

### 2001–2005
- FilePool[20]
- Allocity[21]
- Luminate[22]
- Prisa Networks[23]
- Legato Networker[24]
- Retrospect[25]
- Smarts Astrum[26][27]
- Documentum[28]
- Ask Once[29]
- Acartus[30]
- Captiva Software[31]
- VMware[32]
- Rainfinity[33]
- Acxiom[34]
- Internosis[35]

### 2006–2010
- Avamar[36]
- Iomega[37]
- Data Domain[38]
- Isilon Systems[39]
- Bus-Tech[40]
- Indigo Stone[41]
- Kashya[42]
- nLayers[43]
- Voyence[44]
- Infra Corporation[45]
- WysDM[46]
- Configuresoft[47]
- Fastscale[48]
- Pro Activity[49]
- X-Hive[50]
- Document Sciences[51]
- Kazeon[52]
- Akimbi[53]
- YottaYotta
- Interlink[54]
- Geniant[55]
- Business Edge[56]
- Conchango[57]
- RSA Security[58]
- Authentica[59]
- Network Intelligence[60]
- Valyd[61]
- Verid[62]
- Tablus[63]
- Archer Technologies[64]
- Mozy[65]
- Pi[66]
- Source Labs[67]
- Greenplum[68]

### 2011-сьогодні
- XtremIO[69]
- Likewise[70]
- Watch4Net[71]
- iWave[72]
- TwinStrata[73]
- Syncplicity[74]
- Trinity Technologies
- Asankya
- Tiburon Technologies[75]
- Netwitness[76]
- Silicium Security[77]
- Silver Tail Systems[78]
- Aveksa
- ZettaPoint[79]
- Pivotal Labs[80]
- MoreVRP[81]